# Miss Universo Jamaica

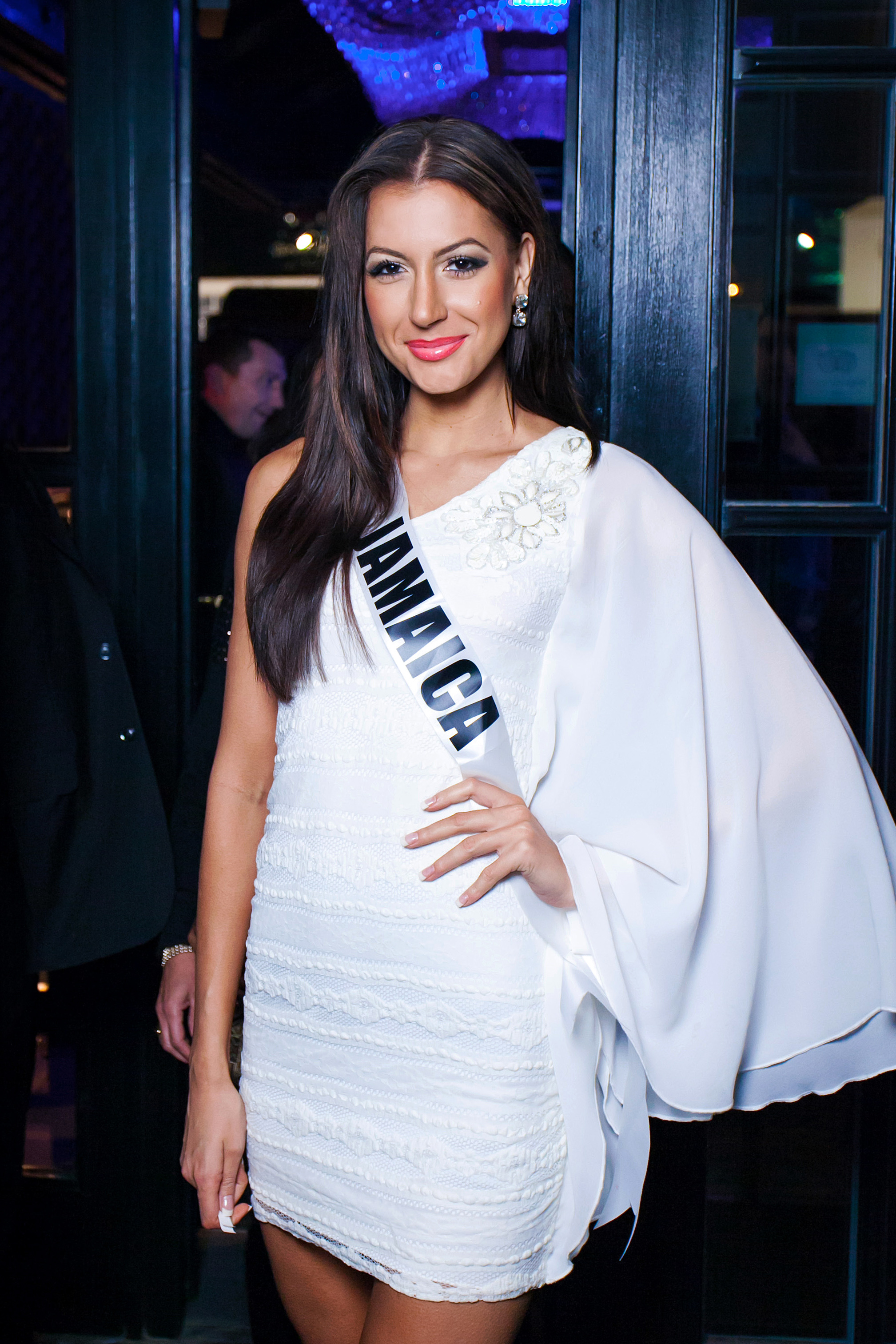
Kerrie Baylis en Miss Universo Jamaica 2013

Miss Universo Jamaica (en inglés: Miss Universe Jamaica) es un concurso de belleza nacional en Jamaica. Se encarga de seleccionar a la representante del país para el concurso Miss Universo.

## Ganadoras
: Declarada como ganadora
     : Terminó como finalista
     : Terminó como una de las semifinalistas o cuartofinalistas
     : Terminó como ganadora de premios especiales
| Año                           | Procedencia     | Miss Universo Jamaica       | Posición en Miss Universo | Premios especiales | Notas |
| ----------------------------- | --------------- | --------------------------- | ------------------------- | ------------------ | --- |
| 2025                          | Kingston        | Gabrielle Henry             | Por competir              | Por competir       | |
| 2024                          | Saint Mary      | Rachel Silvera              | No clasificó              |                    | |
| 2023                          | Kingston        | Jordanne Levy               | Top 20                    |                    | |
| 2022                          | Saint Thomas    | Toshami Calvin              | No clasificó              |                    | |
| 2021                          | Saint Elizabeth | Daena Soares                | No clasificó              |                    | |
| 2020                          | Saint Andrew    | Miqueal-Symone Williams     | Top 10                    |                    | |
| 2019                          | Saint James     | Iana Tickle Garcia          | No clasificó              |                    | |
| 2018                          | Kingston        | Emily Maddison              | Top 20                    |                    | |
| 2017                          | Clarendon       | Davina Bennett              | Segunda finalista         |                    | |
| 2016                          | Saint James     | Isabel Dalley               | No clasificó              |                    | |
| 2015                          | Kingston        | Sharlene Rädlein            | No clasificó              |                    | |
| 2014                          | Kingston        | Kaci Fennell                | Cuarta finalista          |                    | |
| 2013                          | Kingston        | Kerrie Baylis               | No clasificó              |                    | Dirección de Karl Williams y Mark McDermoth (Uzuri International). |
| 2012                          | Portland        | Chantal Zaky                | No clasificó              |                    | Dirección de Dimitris Kosvogiannis. |
| Miss Jamaica Universo         |                 |                             |                           |                    | |
| 2011                          | Kingston        | Shakira Martin †            | No clasificó              |                    | |
| 2010                          | Kingston        | Yendi Phillips              | Primera finalista         |                    | Dirección de Invyte Promotions. |
| Miss Jamaica                  |                 |                             |                           |                    | |
| 2009                          | Saint James     | Carolyn Yapp                | No clasificó              |                    | |
| 2008                          | Kingston        | April Jackson               | No clasificó              |                    | |
| 2007                          | Kingston        | Zahra Redwood               | No clasificó              |                    | |
| 2006                          | Kingston        | Cindy Wright                | No clasificó              |                    | |
| 2005                          | Kingston        | Raquel Wright               | No clasificó              |                    | |
| 2004                          | Kingston        | Christine Straw             | Top 10                    |                    | |
| 2003                          | Saint James     | Michelle Lecky              | No clasificó              |                    | |
| 2002                          | Kingston        | Sanya Hughes                | No clasificó              |                    | |
| 2001                          | Kingston        | Zahra Burton                | No clasificó              |                    | |
| 2000                          | Clarendon       | Saphire Longmore            | No clasificó              |                    | |
| 1999                          | Kingston        | Nicole Haughton             | Top 10                    |                    | |
| 1998                          | Kingston        | Shani McGraham              | No clasificó              |                    | |
| 1997                          | Saint Catherine | Nadine Thomas               | No clasificó              |                    | |
| 1996                          | Kingston        | Trudi-Ann Ferguson          | No clasificó              |                    | |
| 1995                          | Kingston        | Justine Willoughby          | No clasificó              |                    | |
| 1994                          | Montego Bay     | Angelie Martin              | No clasificó              |                    | |
| 1993                          | Kingston        | Rachel Stuart               | No clasificó              |                    | |
| 1992                          | Kingston        | Bridgette Rhoden            | No clasificó              |                    | |
| 1991                          | Kingston        | Kimberley Mais              | Top 6                     |                    | |
| 1990                          | Kingston        | Michelle Hall               | No clasificó              |                    | |
| Miss Jamaica Universo         |                 |                             |                           |                    | |
| 1989                          | Kingston        | Sandra Foster               | Top 10                    |                    | Dirección de Kingsley Cooper (Pulse Org.). |
| 1988                          | Kingston        | Leota Suah                  | No clasificó              |                    | |
| 1987                          | Kingston        | Janice Sewell               | No clasificó              |                    | |
| 1986                          | Kingston        | Liliana Cisneros            | No clasificó              |                    | |
| No compitió entre 1983 y 1985 |                 |                             |                           |                    | |
| 1982                          | Kingston        | Nancy Martin                | No clasificó              |                    | Organización Miss Jamaica Universo. – dirección de Ed Wallace. |
| Miss Jamaica                  |                 |                             |                           |                    | |
| No compitió entre 1977 y 1981 |                 |                             |                           |                    | |
| 1976                          | Kingston        | Angela Ruddock              | No compitió               | No compitió        | No compitió |
| 1975                          | Kingston        | Gillian Louise Annette King | No clasificó              |                    | |
| 1974                          | Kingston        | Lennox Anne Black           | No clasificó              |                    | |
| 1973                          | Saint James     | Rita Faye Chambers          | No clasificó              |                    | |
| 1972                          | Kingston        | Grace Marilyn Wright        | No clasificó              |                    | |
| 1971                          | Clarendon       | Suzette Marilyn Wright      | No clasificó              |                    | |
| 1970                          | Kingston        | Sheila Lorna Neil           | No clasificó              |                    | |
| 1969                          | Kingston        | Carol Gerrow                | No clasificó              |                    | |
| 1968                          | Kingston        | Marjorie Bromfield          | No clasificó              |                    | |
| 1967                          | Kingston        | Elham Warwar                | No compitió               | No compitió        | Durante los ensayos, Miss Jamaica, Elham Warwar, fue informada que tenía que abandonar el concurso porque ni ella ni su patrocinador nacional habían mostrado pruebas de que había ganado una competencia nacional, que estaba en las reglas del concurso. |
| 1966                          | Kingston        | Beverly Savory              | No clasificó              |                    | |
| 1965                          | Kingston        | Virginia Hope Redpath       | No clasificó              |                    | |
| 1964                          | Kingston        | Beverly Elaine Rerrie       | No clasificó              |                    | |
| 1963                          | Kingston        | June Maxime Bowman          | No clasificó              |                    | |
| 1962                          | Kingston        | Marlene Murray              | No compitió               | No compitió        | La primera Miss Jamaica 1962 en el año en que Jamaica obtuvo su Independencia, no fue Reina del Festival de Jamaica sino la primera Reina de la Independencia de Miss Jamaica.                                                                             |
| 1961                          | Kingston        | Marguerite LeWars           | No clasificó              |                    | Organización Miss Jamaica. – dirección de Ken Rhino. |